# Кленевский, Валентин Петрович
Валентин Петрович Кленевский (1890 — не ранее 1921) — капитан 6-го стрелкового полка, герой Первой мировой войны, участник Белого движения.

## Биография
Сын коллежского асессора. Среднее образование получил в Тифлисской 2-й гимназии, где окончил полный курс.
В 1912 году окончил Владимирское военное училище, откуда выпущен был подпоручиком в 6-й стрелковый полк, в рядах которого и вступил в Первую мировую войну. Удостоен ордена Св. Георгия 4-й степени
За то, что 15 февраля 1915 года, при атаке д. Селец ворвался с боем в деревню и захватил действующий и защищаемый пулемет.
Произведен в поручики 20 апреля 1915 года «за отличия в делах против неприятеля», в штабс-капитаны — 24 июля 1916 года, в капитаны — 16 мая 1917 года.
В Гражданскую войну участвовал в Белом движении в составе Вооруженных сил Юга России. Состоял в 4-м автомобильном батальоне, 5 мая 1920 года произведен в подполковники с переименованием в полковники.
В эмиграции в Югославии. Состоял членом Общества кавалеров ордена Св. Георгия. Судьба после 1921 года неизвестна.

## Награды
- Орден Святой Анны 4-й ст. с надписью «за храбрость» (ВП 1.11.1914)
- Орден Святого Станислава 3-й ст. с мечами и бантом (Дополнение к ВП 25.12.1914)
- Орден Святой Анны 3-й ст. с мечами и бантом (ВП 23.02.1915)
- Орден Святого Георгия 4-й ст. (ВП 17.10.1915)
- Орден Святого Станислава 2-й ст. с мечами (ВП 21.11.1915)